# Tmarus cognatus
Tmarus cognatus là một loài nhện trong họ Thomisidae.
Loài này thuộc chi Tmarus. Tmarus cognatus được Arthur Merton Chickering miêu tả năm 1950.